# Neumünster

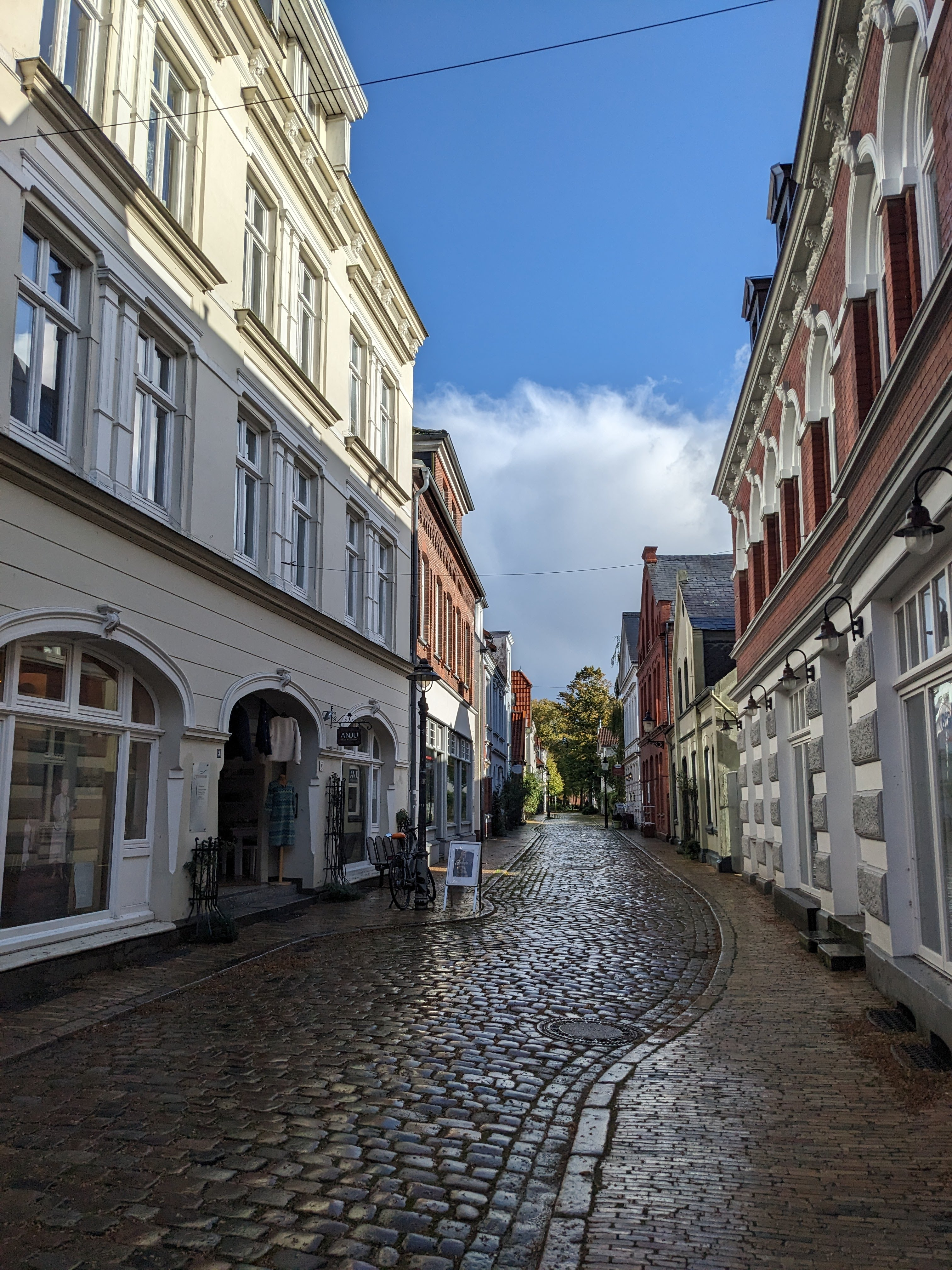
Fürsthof

Neumünster es una ciudad de Alemania situada en el estado federado de Schleswig-Holstein. Tiene una población estimada, a fines de 2024, de 79 809 habitantes.
Tiene estatus de ciudad que no forma parte de ningún distrito (kreisfreie stadt).
Es un importante centro económico y un nudo de transporte en el corazón de Schleswig-Holstein.

## Geografía
Neumünster se ubica en la llanura del Sander del Geestrückens. La capital del Estado federado, Kiel, se encuentra a unos 30 km al norte de Neumünster, mientras que al sur a una distancia de aprox. 70 km se halla la ciudad de Hamburgo. La ciudad de Neumünster es autónoma, es decir, no pertenece a ningún distrito aunque limita con los distritos de Plön, Segeberg y Rendsburg-Eckernförde.
El Ochsenweg, un camino de siglos de antigüedad en Jutlandia, conduce a través de Neumünster.

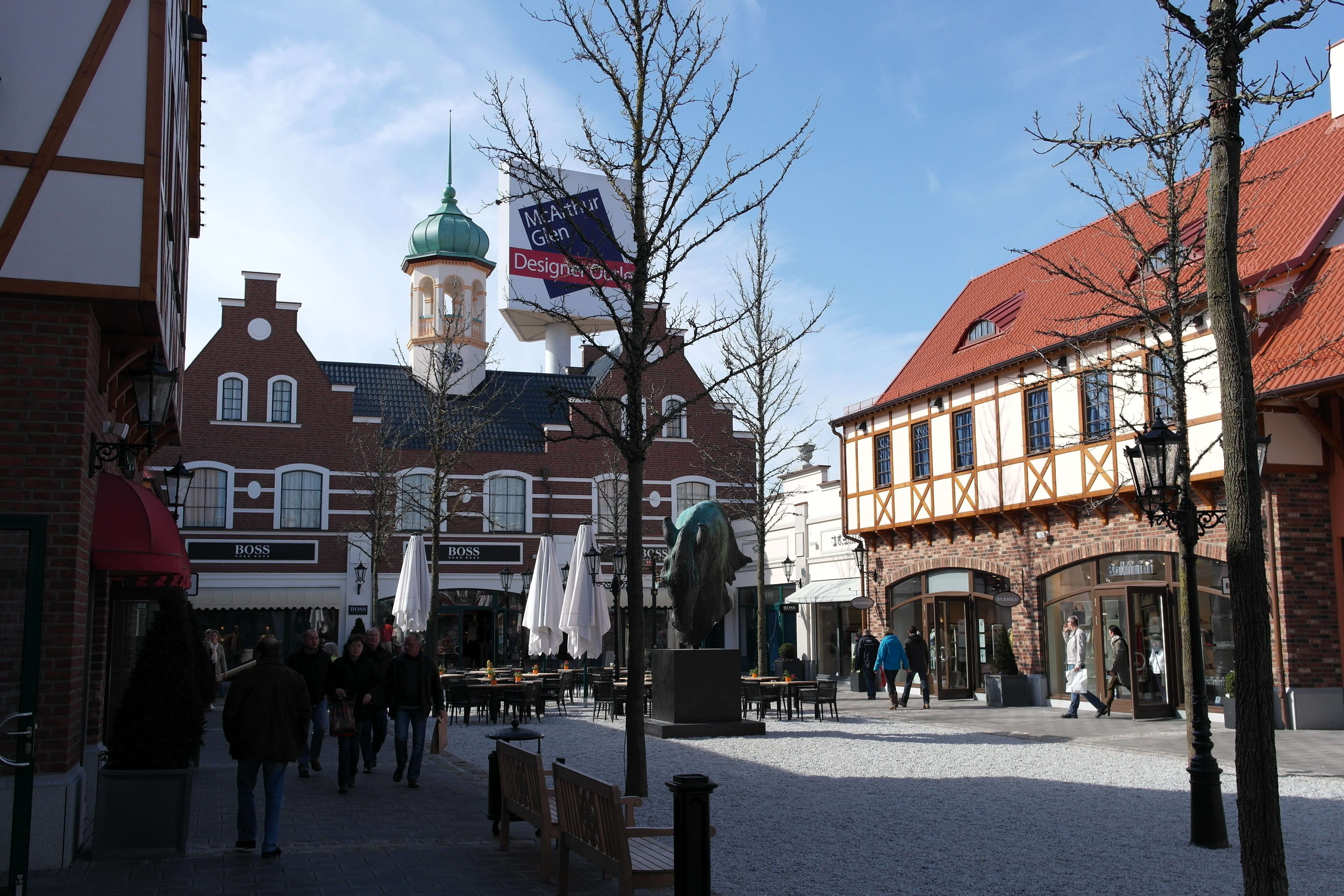
Designer Outlet Neumünster

## Composición de la ciudad
La ciudad de Neumünster se compone de los siguientes barrios:
- Böcklersiedlung-Bugenhagen
- Brachenfeld-Ruthenberg
- Einfeld
- Faldera
- Gadeland
- Gartenstadt
- Stadtmitte
- Tungendorf
- Wittorf

## Historia
Neumünster fue mencionada por primera vez en un documento en el año 1127. En aquel entonces se la conocía como "Wippendorp im Gau Faldera".

## Personalidades destacadas
- Annemarie Auer
- Horst Beyer
- Karl Brommann
- Nina Eggert
- Rodrigo Jokisch
- Svenja Schlicht
- Gabriel Silberstein
- Dirk Urban
- Meret Wittje